# فيرينك فودور
فيرينك فودور (بالمجرية: Fodor Ferenc)‏ هو لاعب كرة قدم مجري، ولد في 22 مارس 1991 في بيتش في المجر. شارك مع منتخب المجر تحت 19 سنة لكرة القدم ومنتخب المجر تحت 21 سنة لكرة القدم. أما مع النوادي، فقد لعب مع أولدهام أثلتيك.

## وصلات خارجية
- فيرينك فودور على موقع قاعدة بيانات كرة القدم.إي يو (الإنجليزية)
- فيرينك فودور على موقع Soccerway.com (الإنجليزية)